# Raise Vibration
 (septembre 2018).
Si vous disposez d'ouvrages ou d'articles de référence ou si vous connaissez des sites web de qualité traitant du thème abordé ici, merci de compléter l'article en donnant les références utiles à sa vérifiabilité et en les liant à la section « Notes et références ».
Albums de Lenny Kravitz
Strut
(2014) Blue Electric Light
(2024)
Singles
1. It's Enough!
Sortie : 11 mai 2018
2. Low
Sortie : 29 mai 2018
3. 5 More Days 'Til Summer
Sortie : 25 juillet 2018
4. Johnny Cash
Sortie : 4 décembre 2018

Raise Vibration est le onzième album de Lenny Kravitz, sorti le 7 septembre 2018.

## Pistes
Toutes les chansons sont écrites et composées par Lenny Kravitz.
| 1.    | We Can Get It All Together      | 4:40 |
| 2.    | Low                             | 5:19 |
| 3.    | Who Really Are the Monsters?    | 5:19 |
| 4.    | Raise Vibration                 | 5:27 |
| 5.    | Johnny Cash                     | 6:18 |
| 6.    | Here to Love                    | 4:42 |
| 7.    | It's Enough!                    | 7:55 |
| 8.    | 5 More Days ‘Til Summer         | 4:02 |
| 9.    | The Majesty of Love             | 5:49 |
| 10.   | Gold Dust                       | 5:08 |
| 11.   | Ride                            | 5:58 |
| 12.   | I'll Always Be Inside Your Soul | 3:58 |
| 64:35 |                                 |      |

Notes
- Le titre Low contient des extraits vocaux de Michael Jackson issus d'un vieil enregistrement inabouti du duo[1]. En 1999, les deux chanteurs avaient enregistré un titre, (I Can't Make It) Another Day, publié en 2010 sur le premier album posthume de Jackson, Michael. Le clip est réalisé par Jean-Baptiste Mondino.

## Classements
| Classement (2018)             | Meilleure position |
| ----------------------------- | ------------------ |
| Allemagne (Media Control AG)  | 3                  |
| Belgique (Flandre Ultratop)   | 4                  |
| Belgique (Wallonie Ultratop)  | 4                  |
| France (SNEP Megafusion)      | 3                  |
| États-Unis (Billboard 200)    | 43                 |
| Pays-Bas (Mega Album Top 100) | 8                  |
| Royaume-Uni (UK Albums Chart) | 19                 |
| Suisse (Schweizer Hitparade)  | 3                  |